# Reinbeck (Iowa)
Reinbeck est une ville du comté de Grundy en Iowa aux États-Unis. 
Elle est incorporée le 13 mai 1878.